# Даміс
Даміс (дав.-гр. Δᾶμις) — володар Мессенії близько 724 року до н. е.

## Життєпис
Походив з роду Епітідів, гілки династії Гераклідів. Про батьків обмаль відомостей. У цей час тривала Перша Мессенська війна зі Спартою, в якій Даміс брав участь як один з полководців.
Після смерті бездітного царя Евфая, мессенці обирали царя з трьох кандидатів —  Арістодема, Клеоніса і Даміса. Царем був обраний перший.
Близько 724 року до н. е. спартанці захопили більшість укріплень на горі Ітома й, мабуть, власне місто. Цар Арістодем наклав на себе руки. Тому мешканці фортеці, що залишалася під владою мессенців, обрали очільником-автократом Даміса. Ймовірно, той не став царем через неможливість зібрати народні збори.
Даміс, щоб його не запідозрили в тиранії, призначив своїми помічниками родичів — Клеоніса і Філея. Втім фактична влада Датіса обмежувалася фортецею на горі Ітома. Оборона тривала 5 місяців. Зрештою спартанське військо на чолі із царем Завксідамом захопило фортецю. Датіс загинув або наклав на себе руки. Війна завершилася приєднанням Мессенії. Частина мессенців мігрувала до Арголіди, сікіону і Елевсіну. Решту було перетворено на ілотів. Лише нащадки царя Андрокла отримали володіння в Гіамеї.